# كريات آتا
كريات آتا (بالعبرية: קִרְיַת אָתָא) مدينة إسرائيلية تقع شرقي مدينة حيفا الساحلية، ضمن لواء حيفا - حسب التقسيم الإداري الإسرائيلي. أسسها المهاجرون اليهود إلى فلسطين عام 1925 كمستعمرة على أنقاض بلدة «كفريتا» وبمحاذاة قرية «وعرة السريس» الفلسطينيتان المهجّرتان بفعل حرب 1948، حيث توسعت على حساب أراضي القرية المصادرة بعد تهجير أهلها في نيسان 1948.
تمتد أراضي المدينة على مساحة مقدارها 16,700 دونم، ويبلغ عدد سكانها 50,700 نسمة. أصبحت «كريات آتا» مدينة عام 1969 بعد ازدياد عدد سكانها ومساحة أراضيها.

## توأمة
لكريات آتا اتفاقيات توأمة مع كل من:
- Reinickendorf [الإنجليزية]‏
- شاباتس

## أعلام
- إشتار
- يوفال نوح هراري
- طال فريدمان
- يانيف كاتان
- آلون أبوتبول

## وصلات خارجية
- موقع البلدية الرسمي. نسخة محفوظة 27 يوليو 2011 على موقع واي باك مشين.